# Tabletki.ua
Tabletki.ua — онлайн-сервіс в Україні, який надає інформацію про наявність медичних препаратів та іншої фармацевтичної продукції в аптеках; має каталог інструкцій з використання лікарських засобів, а також дає можливість шукати та резервувати ліки в аптеках в онлайн режимі.

## Історія
Проект був розпочатий Олександром Муравщиком разом з іншими партнерами в 2008 році. Вихід з новою інформаційною платформою на консервативний аптечний ринок мав певний ризик. Однак через 10 років платформа виявилася найбільш всеохопним проектом цієї галузі, на ній розміщена інформація з 4 400 аптек. Компанія була однією з перших серед подібних ресурсів у цій категорії, хто започаткував систему попереднього замовлення в аптеках. Цією послугою, за інформацією фірми, скористалися 300 тис. осіб за місяць.
За словами операційного директора Дмитра Наздріна з початку 2019 року кількість замовлень товарів через сервіс Tabletki.ua збільшилася в 2 рази, з 500 тис. замовлень у січні до 1 мільйона в серпні 2019 року. Відповідно, частка продажів товарів, отриманих аптеками в замовленнях через Tabletki.ua, зросла з 2,5 % до 5 % від загальної суми реалізації лікарських засобів і медичних товарів в цілому в Україні. Про це він розповів на конференції «Фармбюджет-2020».
- Після запуску сайту у 2008 році в перший рік до системи пошуку було підключено 700 аптек. В першу чергу були підключені аптеки Києва та Харкова.
- У 2017 році був розроблений сервіс бронювання ліків в аптеках.
- Згідно з даними дослідницької компанії TNS, «Tabletki.ua» входить в топ-20 найпопулярніших українських сайтів[5], за рейтингом Alexa Internet 59-е[6].
- У 2018 році став лідером серед медичних сайтів України (дані SimilarWeb), підключено 5500 аптек.[джерело?]
- Січень 2019 року — 500 000 замовлень через сервіс.[4]
- Серпень 2019 року — 1 млн замовлень.[4]

## Сервіс і можливості
Сайт надає платформу пошуку та резервування ліків, а також товарів, які продаються в аптеках. При резервуванні аптека має можливість надати користувачу знижку.
На початок 2019 року до сервісу підключено 5400 аптек по всій Україні.[джерело?]
Щомісячна кількість візитів перевищує 20 млн.
Дані сайту вважаються релевантними для порівняльних досліджень ринку фармацевтичних засобів.